# Nabeglavi
Nabeglavi (en georgiano: ნაბეღლავი) es un pueblo de Georgia ubicado en el este de la región de Guria, siendo parte del municipio de Chojatauri.

## Geografía
Nabeglavi está en la orilla derecha del río Gubazeuli, a 22 km de Chojatauri. El pueblo está dividido en dos partes: Zemo Guturi y Kvemo Guturi. El agua mineral de Nabeglavi es del tipo boryomi, y se utiliza para beber y bañarse.

### Clima
La temperatura media anual es de 12,1 °C; la temperatura media de enero es de 3,6 °C y la de agosto de 20,2 °C.

## Demografía
La evolución demográfica de Nabeglavi entre 2002 y 2014 fue la siguiente:
| 209                                             | 195 |
| (Fuente: Population of Georgia in Soviet times) |     |

Según el censo de 2014, los georgianos constituían el 99% de la población y los rusos, el 1%.

## Infraestructura

### Educación
Hay una escuela pública en el pueblo.

### Transporte
La carretera Chojatauri-Bajmaro pasa por el pueblo 